# صفية حلمي
صفية حلمي ( 17 يونيو 1918 - يناير 1981) راقصة وممثلة مصرية. عملت في صالات بديعة مصابني (1892 – 1974)، وقدمت المونولوج في العديد من الأفلام، عندما زادت الضرائب على بديعة مصابني، هاجرت إلى لبنان وآلت ملكية الكازينو إلى صفية حلمي، والتي بدورها أسست فرقة استعراضية، وعمل معها الموسيقار محمد الموجي لفترة قبل أن يستقل ويعمل منفردًا.
بدأت عملها في السينما عام 1937 بفيلم «الحب المورستاني»، وآخر أعمالها فيلم «بنات بحري» عام 1968 حيث مثلت فيه كضيفة شرف. وقدمت أيضاً في خلال مشوارها الفني الكثير من الاغاني والمونولوجات.
توفيت صفية حلمي في يناير عن عمر يناهز 63 سنة.

## كازينو صفية حلمي
كتب الأديب جمال الغيطاني يصف كازينو صفية حلمي: «كان مبنى يتكون من ثلاثة طوابق، الطابق الأول يحتله مقهى أنيق، تقدم فيه النرجيلة، وكان من المقاهي القليلة وقتئذ في القاهرة الذي يمكن أن يرى فيه المرء نساء يجلسن لتدخين النرجيلة... الطابق الثاني كان مقهى تقدم فيه المشاريب فقط، أما الثالث فكان له مدخل جانبي خاص، إذ كان عبارة عن ملهى ليلي، وكان معروفاً باسم صاحبة المبنى كله، الراقصة» صفية حلمي«ويبدو أنها كانت تحظى بشهرة في ثلاثينات وأربعينات القرن العشرين، وأتيح لي أن أراها في هذا الملهى خلال الستينات، كانت سيدة متقدمة في السن، متوسطة القامة، يقتصر ظهورها على بضع دقائق تتوسط خلالها الراقصات اللواتي سيقدمن استعراضاتهن، ثم تنسحب إلى مائدة في أقصى الصالة، وسمعت من يقول إنها عملت مع الراقصة الشهيرة بديعة مصابني. الطابق الثالث لا يعمل الا بعد العاشرة ليلا... وكان المشاهير يقصدون المقهى ويجلسون به، ويبدو أن إدارة المقهى كانت ترحب بندوة نجيب محفوظ الأسبوعية».
كتبت صحيفة اليوم السابع: «كازينو صفية حلمي كان مكانا جاذباً لتصوير العديد من الأفلام المصرية في زمن الأبيض والأسود وربما أشهرها فيلم»إحنا التلامذة «عرض عام 1959، بطولة عمر الشريف وشكري سرحان ويوسف فخر الدين وتحية كاريوكا، ومن إخراج عاطف سالم... كان يتكون من دورين وكانت الناس تعرفه باسم» كازينو الأوبرا«و» كازينو بديعة«وأشهر رواده كان أديب نوبل» نجيب محفوظ«الذي كان يتردد عليه في كل جمعة».

## قائمة أفلامها
- فيلم «الحب المورستاني» للمخرج الإيطالي ماريو فولبي عام 1937[4]
- فيلم «مراتى نمرة 2» للمخرج الإيطالي توليو كياريني عام 1937[10]
- فيلم «الكنز المفقود» للمخرج إبراهيم لاما عام 1938 [11](اتفقت شركة كوندور المنتجة للفيلم مع صفية حلمي على الظهور في الفيلم، ونص الإتفاق على أن تتقاضى جنيهين عن اليوم الذي تعمل فيه بالفيلم).[12]
- فيلم «صلاح الدين الأيوبي» للمخرج إبراهيم لاما عام 1941[13]
- فيلم «امرأة خطيرة» للمخرج أحمد جلال عام 1941[14]
- فيلم «ليلة الفرح» للمخرج محمد كريم عام 1942[15]
- فيلم «خفايا الدنيا» للمخرج إبراهيم لاما عام 1942[16]
- فيلم «العريس الخامس» للمخرج أحمد جلال عام 1942[17]
- فيلم «ابن البلد» للمخرج إستيفان روستي عام 1942[18]
- فيلم«ابنتي» للمخرج نيازي مصطفى عام 1944[19]
- فيلم «قصة غرام» للمخرج محمد عبد الجواد عام 1945[20]
- فيلم «شهرزاد» للمخرج فؤاد الجزايرلي عام 1946[21]
- فيلم «غدر وعذاب» للمخرج حسين صدقي عام 1947[22]
- فيلم «عاشت في الظلام» للمخرج السيد زيادة عام 1948[23]
- فيلم «بنات بحري» حسن الصيفي عام 1960 [24]

## وصلات خارجية
| - صفية حلمي على موقع دهليز - صفية حلمي على موقع السينما - صفية حلمي على موقع eapress | - صفية حلمي على موقع الراي ميديا - صفية حلمي على موقع كاروهات - صفية حلمي على موقع أخبارك |